# Sofia da Cruz Mendonça
Sofia da Cruz Mendonça (* 9. März 2002) ist eine brasilianische Tennisspielerin.

## Karriere
Sofia da Cruz Mendonça spielt hauptsächlich auf Turnieren der ITF Women’s World Tennis Tour, bei der sie bislang aber noch keinen Titel gewann.
Beim ITF-Turnier in Lambaré erreichte sie im Dezember 2021 das Halbfinale. Im April 2022 erreichte sie beim ITF-Turnier in Kairo das Viertelfinale.